# Chartreuse d'Oradea
La chartreuse de Notre-Dame de Varasdin est un ancien monastère chartreux qui était situé près de la ville d'Oradea (allemand : Großwardein, hongrois : Nagyvárad), province de Crişana, en Roumanie.

## Histoire
En 1494, le roi de Hongrie, Vladislas attribue aux chartreux l’abbaye des prémontrés de Saint-Étienne d'Oradea, construite par le roi Étienne II, mais depuis l'an 1241, à la suite d'un incendie, la vie religieuse n'y est plus florissante. Alexandre VI accorde l'autorisation pontificale et Vadislas fait un décret en faveur des chartreux avec le consentement des évêques et des magnats, en la fête de l'Invention de Saint Etienne 1494. Mais l'évêque de Várad , Biaise ou Valentinus Farkas , qui obtient du roi cette fondation, a pour successeur Dominique de Kalnancseh (Dominic Kálmáncsehi) qui, au lieu d'une chartreuse, veut établir un nouveau chapitre épiscopal. Les chartreux doivent donc abandonner le monastère de Saint-Etienne peu de temps après en avoir pris possession et la chartreuse se trouve supprimée.